# Anya Corazon
Anya Corazon est un personnage de fiction et une super-héroïne appartenant à l'univers de Marvel Comics. Elle a été créée en 2004 par la scénariste Fiona Avery et le dessinateur Mark Brooks sur la base d'idées de Joe Michael Straczynski. Elle a porté le nom de code Araña puis s'est fait appeler Spider-Girl à partir de 2010.

## Création du personnage
Créée  en 2004 dans le numéro 1 de la deuxième  série Amazing Fantasy (série dont la première version avait révélé le personnage de Spider-Man) dont les épisodes consacrés à Araña ont été publiés dans le magazine Spider-Man Hors Série, Anya Sofia Corazon est une jeune lycéenne, assez garçon manqué, qui se découvre des pouvoirs liés aux araignées.
Le personnage est lié à la réinterprétation des pouvoirs de Spider-Man faite par Joe Michael Straczynski dans les pages de la série Amazing Spider-Man. À la suite de ces épisodes, elle obtient sa propre série, Araña: The Heart of the Spider, qui s'arrêta au bout de 12 épisode plus un épisode spécial mettant en scène Araña et Spider-Man.
Dans ces deux séries, Anya faisait partie d'une organisation fondée par Ezekiel et combattait les "guêpes" tout en recherchant la vérité sur la mort de sa mère.
Araña a été revue dans les pages de Marvel Team-Up (publié en VF dans le magazine Spider-Man) scénarisé par Robert Kirkman où elle essaie d'échapper à une attaque de grande envergure visant à tuer tous les super-héros. 
Araña était aussi présente en tant que personnage secondaire dans les épisodes post-Civil War (après 2006) de la série Ms. Marvel à partir du 18e épisode (en 2007).